# Sportclub Austria Lustenau
L'Sportclub Austria Lustenau és un club de futbol austríac de la ciutat de Lustenau, Vorarlberg.

## Història

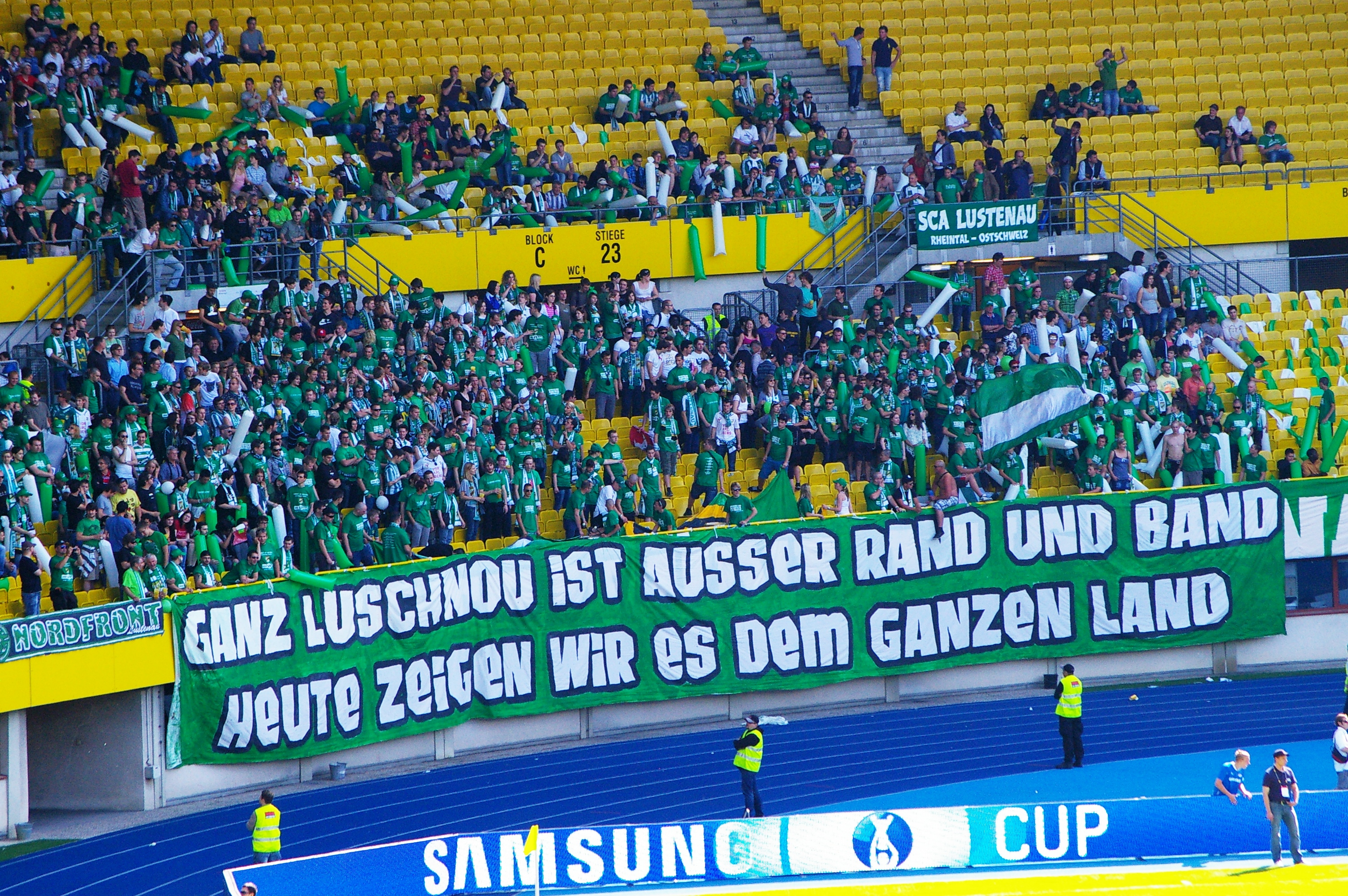
Segidors de l'Austria Lustenau a l'Ernst Happel Stadion de Viena durant la final de la Copa el 2010-11.

El club va néixer el juny de 1914 amb el nom Fußballabteilung des Turnerbundes Lustenau (FA Turnerbund Lustenau), com a secció de futbol del club poliesportiu. El 1920 fou membre fundador de la Vorarlberger Fußball-Verband, on guanyà el primer campionat el 1930. Aquest mateix any fou segon del campionat amateur per darrere del Kremser. Durant aquests anys destacà la gran rivalitat amb l'altre equip ciutadà, el Lustenau 07. L'any 1937 adoptà el nom Sportclub Austria Lustenau.
Després de la Segona Guerra Mundial, després de diversos campionats regionals, ascendí a l'Arlbergliga i a la Regionalliga, segona categoria estatal. L'agost de 1965, Austria Lustenau i Dornbirn s'uniren formant el SVg Lustenau/Dornbirn. Després de la temporada 1965-66 a la Regionalliga la unió es va dissoldre.
Acabada la temporada 1993-94 ascendeix a l'Erste Liga, com a campió de la Regionalliga West, jugant per primer cop en una categoria professional. La temporada 1996-97 assolí l'ascens a la Bundesliga. La temporada 2010-11 arribà a la final de la Copa nacional, que va perdre per 0-2 davant el Ried.

## Palmarès
- Erste Liga (Segona Divisió): 1
  - 1996-97
- Regionalliga: 1
  - 1993-94
- Campionat de Vorarlberg: 9
  - 1920-30, 1936-37, 1945-46, 1948-49, 1964-65, 1976-77, 1977-78, 1979-80, 2004-05[4]
- Copa de Vorarlberg: 6
  - 1935-36, 1948-49, 1950-51, 1957-58, 1979-80, 1998-99[4]